# La Clarita
La Clarita, también conocida como Estación La Clarita, es una localidad y comuna de 1.ª categoría de los distritos Cuarto y Segundo del departamento Colón, en la provincia de Entre Ríos, República Argentina. Se halla a 50 km de Colón, la ciudad cabecera del departamento. 
La población de la localidad, es decir sin considerar el área rural, era de 471 personas en 1991 y de 448 en 2001. La población de la jurisdicción de la junta de gobierno era de 597 habitantes en 2001.
Fue fundada en 1909 gracias a terrenos cedidos por el Dr. Francisco Ferreyra, quien bautizó la comuna con el nombre de su hija más pequeña, de nombre Clara y apodo "Clarita". Desde sus comienzos su economía se basa en las prácticas agrícolas y ganaderas, principalmente la producción de granos y arroz. 
También, entre los años 2000-2006, la localidad cobró atención debido a la reapertura de un circuito de carreras automovilísticas cerrado varias décadas atrás, llamado "Águilas Mecánicas", el cual contaba con cierto prestigio en el ámbito del racing entrerriano. 

## Comuna
La reforma de la Constitución de la Provincia de Entre Ríos que entró en vigencia el 1 de noviembre de 2008 dispuso la creación de las comunas, lo que fue reglamentado por la Ley de Comunas n.º 10644, sancionada el 28 de noviembre de 2018 y promulgada el 14 de diciembre de 2018. La ley dispuso que todo centro de población estable que en una superficie de al menos 75 km² contenga entre 700 y 1500 habitantes, constituye una comuna de 1.ª categoría. La Ley de Comunas fue reglamentada por el Poder Ejecutivo provincial mediante el decreto 110/2019 de 12 de febrero de 2019, que declaró el reconocimiento ad referéndum del Poder Legislativo de 34 comunas de 1.ª categoría con efecto a partir del 11 de diciembre de 2019, entre las cuales se halla La Clarita. La comuna está gobernada por un departamento ejecutivo y por un consejo comunal de 8 miembros, cuyo presidente es a la vez el presidente comunal. Sus primeras autoridades fueron elegidas en las elecciones de 9 de junio de 2019.